# Ульріх Лінс
Ульріх Лінс (нім. Ulrich Lins, 1943, Бонн) — есперанто-історик та дослідник; японознавець, мовознавець. Проживає в Кельні.

## Біографія
Вивчав історію, політологію японознавства в Кельнскому і Боннському університетах. У 1971—1972 роках працював на економічному факультеті Токійського університету. Докторську дисертацію захистив на тему про історію Омото. Дисертація була удостоєна премії філософського факультету Кельнського університету і в 1976 році вийшла у вигляді книги «нім. Die Ômoto-Bewegung und der radikale Nationalismus in Japan».
Авторству У. Лінса належать: книги німецькою мовою про німецько-японські відносини (1977) і дванадцятитомник творів японською мовою про історію і сучасність Німеччини (1981—1986).
У. Лінс працює в Німецькій службі академічних обмінів, часто здійснює ділові поїздки в країни СНД і Східної Європи, до Азії.

## Есперанто-діяльність
У. Лінс вивчив есперанто в 1958 році. Обіймав різні посади в організаціях есперантистів:
- у 1964—1969 роках — Член Правління TEJO
- в 1967—1969 роках — Представник TEJO у Правлінні Всесвітньої Асоціації Есперантистів
- в 1970—1974 роках — Член редколегії журналу «Kontakto»
- в 1989—1995 роках — Віце-президент Всесвітньої Асоціації Есперантистів, член Комітету Асоціації.

Часто виступає з лекціями, в тому числі в рамках Міжнародного університету на всесвітніх конгресах есперантистів.

### Есперанто-бібліографія
У.Лінс автор багатьох статей про історію есперанто, есперантською та німецькою мовами.
У. Лінс брав участь у редагуванні книги «Есперанто в перспективі» (есп. Esperanto en perspektivo) (1974).
Книга У. Лінса «Небезпечна мова» (есп. La danĝera lingvo) розповідає про історію репресій проти есперантистів в різних країнах. Видана: есперантською, німецькою, російською, японською та італійською мовами.